# قطعنامه ۱۸۲۹ شورای امنیت
قطعنامه ۱۸۲۹ شورای امنیت سازمان ملل متحد که در تاریخ ۰۴ اوت ۲۰۰۸ تصویب شد، سندی بین‌المللی دربارهٔ بررسی وضعیت در سیرالئون است. این قطعنامه طی نشست ۵۹۴۸ام با ۱۵ رای موافق، ۰ مخالف و ۰ ممتنع تصویب شد.